# دهستان جایدر جنوبی
جایدر جنوبی دهستانی از توابع بخش بالاگریوه شهرستان پلدختر در استان لرستان ایران است.